# WWE Women's Championship (1956-2010)
El WWE Women's Championship (Campeonato Femenino de WWE, en español) fue un campeonato femenino de lucha libre profesional defendido por la empresa World Wrestling Federation/Entertainment (WWF/E). El linaje de la presea data del 18 de septiembre de 1956, cuando The Fabulous Moolah se convirtió en la Campeona Femenina de NWA. De momento la WWE no existía y estos no crearon un campeonato femenino hasta 1984 con Moolah como su primer campeona, solo reconocen que el campeonato fue establecido en 1956 pero ignoran a cualquier otra mujer que lo porto antes de que Moolah lo perdiera en 1984. Esto convirtió a la presea femenina en la más antigua en estar activa dentro de la empresa, hasta su desactivación y unificación con el Campeonato de las Divas en 2010. La última mujer que lo obtuvo fue Layla El

## Historia

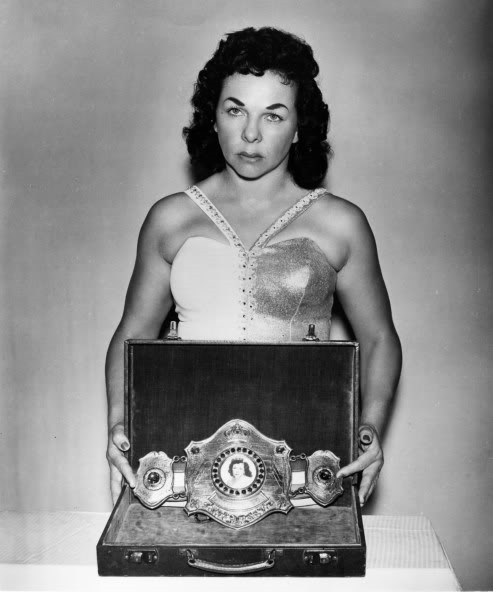
The Fabulous Moolah, campeona inaugural y poseedora de un reinado individual de 28 años, siendo el más largo establecido en WWE.

La primera campeona fue The Fabulous Moolah el 15 de septiembre de 1956, luego de ganarle a Judy Grabel en las finales de un torneo para determinar a la primera campeona. En ese entonces se le conocía como el Campeonato Femenino de la NWA, pero en 1983 Moolah, quien poseía los derechos sobre el campeonato femenino individual y el de parejas, le vendió los derechos a Vince McMahon. Esto ocurrió cuando la WWF se estaba desligando de la NWA. Desde entonces fue conocido como el Campeonato Femenino de la WWF. Es por esto que la WWE constantemente hace referencia a un reinado de Moolah de casi 30 años, cuando en realidad se puede encontrar evidencia de que durante este periodo el campeonato fue obtenido por otras luchadoras. Contando a las campeonas no reconocidas, el reinado más largo de Moolah con el título fue de 10 años.
El campeonato fue una pieza clave en la rivalidad entre la World Wrestling Federation y la World Championship Wrestling. En 1995, la entonces campeona, Alundra Blayze, firmó contrato con la WCW e hizo una aparición sorpresa en el programa WCW Monday Nitro, donde procedió a tirar el campeonato a la basura frente a las cámaras de televisión. El título pasó a estar inactivo hasta 1998, cuando Jacqueline reactivó el título proclamándose campeona. El 31 de enero del 2000 en RAW el campeonato fue adquirido por un hombre cuando con el nombre de "Hervina" ganó el título. Sin embargo perdió el campeonato un día después ante Jacqueline en las grabaciones de SmackDown. A principios del 2002, la WWE pasó por un proceso de división de marcas, de la que nacieron dos programas separados: RAW y SmackDown!. Originalmente este campeonato, junto al Campeonato Indiscutido de la WWE (la versión masculina en aquellos tiempos) iban a ser defendidos en ambos programas. Sin embargo, debido a la poca atención que tradicionalmente se la ha dado al campeonato femenino, en comparación con el masculino, el campeonato se defendió principalmente en RAW. Técnicamente, el campeonato siempre ha estado disponible para retadoras de ambas marcas, hecho que fue comprobado en noviembre de 2005 cuando la campeona en aquel entonces, Trish Stratus, aceptó luchar con una retadora de SmackDown! (Melina).
Sin embargo, con la creación del Campeonato de Divas de la WWE en 2008, el título se volvió exclusivo de la marca RAW hasta que en el Draft 2009 la campeona Melina fue enviada a la marca SmackDown! junto con el campeonato. El 19 de septiembre de 2010, en Night of Champions, la Co-Campeona Michelle McCool derrotó a la Campeona de Divas Melina en una lucha para unificar ambos títulos, siendo el Femenino el desactivado.

## Lista de campeonas
| Campeona             | N.º | Fecha                    | Días  | Show o evento             | Notas |
| -------------------- | --- | ------------------------ | ----- | ------------------------- | --- |
| The Fabulous Moolah  | 1   | 18 de septiembre de 1956 | 10170 | Evento en vivo            | Único reinado reconocido por la WWE y la NWA entre 1956 y 1984. Aunque Moolah perdió y recuperó el título en 6 ocasiones durante estos años se le considera un reinado ininterrumpido. |
| Bette Boucher        | 1   | 17 de septiembre de 1966 | —     | Evento en vivo            | Reinado no reconocido por WWE ni por alguna otra empresa. |
| The Fabulous Moolah  | —   | 3 de octubre de 1966     | —     | Evento en vivo            | |
| Yukiko Tomoe         | 1   | 10 de marzo de 1968      | —     | Evento en vivo            | Reinado no reconocido por WWE ni por alguna otra empresa. |
| The Fabulous Moolah  | —   | 2 de abril de 1968       | —     | Evento en vivo            | |
| Evelyn Stevens       | 1   | 8 de octubre de 1978     | —     | Evento en vivo            | Reinado no reconocido por WWE ni por alguna otra empresa. |
| The Fabulous Moolah  | —   | 10 de octubre de 1978    | —     | Evento en vivo            | |
| Wendi Richter        | 1   | 23 de julio de 1984      | 210   | The Brawl to End It All   | |
| Leilani kai          | 1   | 18 de febrero de 1985    | 41    | Prime Time Wrestling      | |
| Wendi Richter        | 2   | 31 de marzo de 1985      | 239   | WrestleMania I            | |
| The Spider Lady*     | 2   | 25 de noviembre de 1985  | 220   |                           | Antes conocida como "The Fabulous Moolah". Este momento es conocido como "La Traición Original" debido a que Moolah le aplicó un «Roll-up», y a pesar de que Richter se zafó de ella, el árbitro terminó aplicando la cuenta de 3, haciendo que Moolah gane el título. Tras esto, Richter abandono WWF.                                                     |
| Velvet McIntyre      | 1   | 3 de julio de 1986       | 6     |                           | |
| The Fabulous Moolah* | 3   | 9 de julio de 1986       | 380   |                           | Antes conocida como "The Spider Lady" |
| "Sensational" Sherri | 1   | 24 de julio de 1987      | 441   |                           | |
| Rockin' Robin        | 1   | 9 de octubre de 1988     | 502   | Prime Time Wrestling      | |
| Desactivado          | —   | 1990                     | —     | —                         | Debido a que Robin decidió abandonar la empresa el título quedó vacante y posteriormente desactivado. |
| Alundra Blayze       | 1   | 13 de diciembre de 1993  | 349   | All American Wrestling    | El campeonato fue reactivado desde 1990. Derrotó a Heidi Lee Morgan. |
| Bull Nakano          | 1   | 27 de noviembre de 1994  | 127   | Zenyo Big Egg Universe    | |
| Alundra Blayze       | 2   | 3 de abril de 1995       | 146   | Monday Night RAW          | |
| Bertha Faye          | 1   | 27 de agosto de 1995     | 57    | SummerSlam                | |
| Alundra Blayze       | 3   | 23 de octubre de 1995    | 51    | Monday Night RAW          | |
| Desactivado          | —   | 1996                     | —     | —                         | Debido al despido de Blayze por el recorte de personal debida a la crisis de la competencia entre la WCW, empresa a la que volvió Blayze bajo su antiguo nombre "Madusa" donde en una emisión televisada enseñó el campeonato del aquel entonces WWF negando ser llamada "Alundra Blayze" de nuevo, tirando el título de la federación a un bote de basura. |
| Jacqueline           | 1   | 15 de septiembre de 1998 | 61    | RAW is WAR                | El campeonato fue reactivado por segunda vez desde 1996.Derrotó a Sable. |
| Sable                | 1   | 15 de noviembre de 1998  | 176   | Survivor Series           | |
| Debra                | 1   | 10 de mayo de 1999       | 35    | RAW is WAR                | |
| Ivory                | 1   | 14 de junio de 1999      | 125   | RAW is WAR                | |
| The Fabulous Moolah  | 4   | 17 de octubre de 1999    | 8     | No Mercy                  | |
| Ivory                | 2   | 25 de octubre de 1999    | 48    | RAW is WAR                | |
| The Kat              | 1   | 12 de diciembre de 1999  | 50    | Armageddon                | Derrotó a Ivory, Jacqueline y B.B. |
| Hervina              | 1   | 31 de enero de 2000      | 1     | RAW is WAR                | |
| Jacqueline           | 2   | 1 de febrero de 2000     | 56    | Thursday Night SmackDown! | |
| Stephanie McMahon    | 1   | 30 de marzo de 2000      | 146   | Thursday Night SmackDown! | |
| Lita                 | 1   | 21 de agosto de 2000     | 71    | RAW is WAR                | |
| Ivory                | 3   | 31 de octubre de 2000    | 152   | Thursday Night SmackDown! | Derrotó a Lita, Jacqueline y Trish Stratus. |
| Chyna                | 1   | 1 de abril de 2001       | 214   | WrestleMania X-Seven      | |
| Vacante              | —   | 1 de noviembre de 2001   | —     | —                         | Debido al fin del contrato de Chyna. |
| Trish Stratus        | 1   | 18 de noviembre de 2001  | 78    | Survivor Series           | Derrotó a Lita, Jacqueline, Ivory, Molly Holly y Jazz. |
| Jazz                 | 1   | 4 de febrero de 2002     | 98    | RAW Zone                  | |
| Trish Stratus        | 2   | 13 de mayo de 2002       | 41    | RAW Zone                  | Derrotó a Jazz & Stevie Richards. |
| Molly Holly          | 1   | 23 de junio de 2002      | 91    | King of the Ring          | |
| Trish Stratus        | 3   | 22 de septiembre de 2002 | 56    | Unforgiven                | |
| Victoria             | 1   | 17 de noviembre de 2002  | 133   | Survivor Series           | |
| Trish Stratus        | 4   | 30 de marzo de 2003      | 28    | WrestleMania XIX          | Derrotó a Victoria y Jazz. |
| Jazz                 | 2   | 27 de abril de 2003      | 64    | Backlash                  | |
| Gail Kim             | 1   | 30 de junio de 2003      | 28    | RAW Zone                  | Derrotó a Jazz, Trish Stratus, Ivory, Jacqueline, Victoria y Molly Holly. |
| Molly Holly          | 2   | 28 de julio de 2003      | 210   | RAW Zone                  | |
| Victoria             | 2   | 23 de febrero de 2004    | 111   | RAW Zone                  | Derrotó a Molly Holly, Lita y Jazz. |
| Trish Stratus        | 5   | 13 de junio de 2004      | 176   | Bad Blood                 | Derrotó a Victoria, Lita y Gail Kim. |
| Lita                 | 2   | 6 de diciembre de 2004   | 34    | RAW Zone                  | |
| Trish Stratus        | 6   | 9 de enero de 2005       | 448   | New Year's Revolution     | |
| Mickie James         | 1   | 2 de abril de 2006       | 134   | WrestleMania 22           | |
| Lita                 | 3   | 14 de agosto de 2006     | 34    | RAW Zone                  | |
| Trish Stratus        | 7   | 17 de septiembre de 2006 | 1     | Unforgiven                | |
| Vacante              | —   | 18 de septiembre de 2006 | —     | RAW Zone                  | Debido al retiro de Trish Stratus. |
| Lita                 | 4   | 5 de noviembre de 2006   | 21    | Cyber Sunday              | Derrotó a Mickie James en un LumberJill Match en la Final de un Torneo por el título vacante. |
| Mickie James         | 2   | 26 de noviembre de 2006  | 85    | Survivor Series           | |
| Melina               | 1   | 19 de febrero de 2007    | 64    | RAW Zone                  | |
| Mickie James         | 3   | 24 de abril de 2007      | 0     | House Show                | Derrotó a Melina y Victoria. |
| Melina               | 2   | 24 de abril de 2007      | 66    | House Show                | |
| Candice Michelle     | 1   | 24 de junio de 2007      | 105   | Vengeance                 | |
| Beth Phoenix         | 1   | 7 de octubre de 2007     | 190   | No Mercy                  | |
| Mickie James         | 4   | 14 de abril de 2008      | 125   | RAW Zone                  | |
| Beth Phoenix         | 2   | 17 de agosto de 2008     | 161   | SummerSlam                | Fue un Mixed Tag Team Match con Santino Marella como compañero ante el Campeón Intercontinental Kofi Kingston y la Campeona Femenina Mickie James, con los títulos de ambos en juego. |
| Melina               | 3   | 25 de enero de 2009      | 155   | Royal Rumble              | |
| Michelle McCool      | 1   | 28 de junio de 2009      | 217   | The Bash                  | |
| Mickie James         | 5   | 31 de enero de 2010      | 23    | Royal Rumble              | |
| Michelle McCool      | 2   | 23 de febrero de 2010    | 61    | Friday Night SmackDown!   | |
| Beth Phoenix         | 3   | 25 de abril de 2010      | 16    | Extreme Rules             | Fue en un Extreme MakeOver Match. |
| Layla                | 1   | 11 de mayo de 2010       | 131   | Friday Night SmackDown!   | Durante su reinado, Layla y McCool se autoproclamaron como co-campeonas, reinado que no es reconocido. |
| Unificado            | —   | 19 de septiembre de 2010 | —     | Night of Champions        | Unificado a favor del Campeonato de Divas de la WWE. |

## Total de días con el título

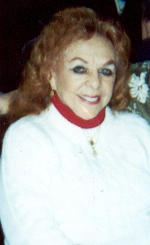
The Fabulous Moolah posee el reinado acumulativo más largo en la historia del título y de wwe.

| N.º | Luchadora                  | Reinados | Total de días |
| --- | -------------------------- | -------- | ------------- |
| 1   | The Fabulous Moolah        | 4        | 10778         |
| 2   | Trish Stratus              | 7        | 828           |
| 3   | Alundra Blayze             | 3        | 546           |
| 4   | Rockin' Robin              | 1        | 502           |
| 5   | Wendi Richter              | 2        | 449           |
| 6   | Sensational Sherri         | 1        | 441           |
| 7   | Beth Phoenix               | 3        | 367           |
| 7   | Mickie James               | 5        | 367           |
| 9   | Ivory                      | 3        | 325           |
| 10  | Molly Holly                | 2        | 301           |
| 11  | Melina                     | 3        | 285           |
| 12  | Michelle McCool            | 2        | 278           |
| 13  | Victoria                   | 2        | 244           |
| 14  | Chyna                      | 1        | 214           |
| 15  | Sable                      | 1        | 176           |
| 16  | Jazz                       | 2        | 162           |
| 17  | Lita                       | 4        | 160           |
| 18  | Stephanie McMahon-Helmsley | 1        | 146           |
| 19  | Layla                      | 1        | 131           |
| 20  | Bull Nakano                | 1        | 127           |
| 21  | Jacqueline                 | 2        | 117           |
| 22  | Candice Michelle           | 1        | 105           |
| 23  | Bertha Faye                | 1        | 57            |
| 24  | The Kat                    | 1        | 50            |
| 25  | Leilani Kai                | 1        | 41            |
| 26  | Debra                      | 1        | 35            |
| 27  | Gail Kim                   | 1        | 28            |
| 28  | Velvet McIntyre            | 1        | 6             |
| 29  | Hervina                    | 1        | 1             |

## Mayor cantidad de reinados
- 7 veces: Trish Stratus.
- 5 veces: Mickie James.

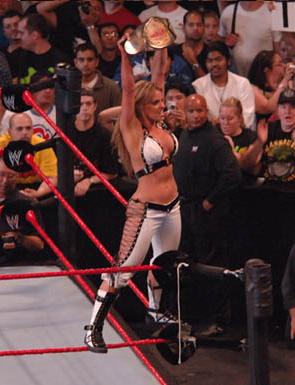
Trish Stratus posee el récord de mayor cantidad de reinados, con 7 reinados.

- 4 veces: The Fabulous Moolah y Lita.
- 3 veces: Alundra Blayze, Ivory, Melina y Beth Phoenix.
- 2 veces: Wendi Richter, Jacqueline, Jazz, Molly Holly, Victoria, y Michelle McCool.

## Datos interesantes
- Reinado más largo: The Fabulous Moolah, 10,708 días.
- Reinado más corto: Mickie James, menos de un día.
- Campeona más vieja: The Fabulous Moolah, 76 años y 87 días.
- Campeona más joven: Wendi Richter, 22 años y 321 días.
- Campeona más pesada: Bertha Faye, 260 libras (118 kg).
- Campeona más liviana: The Kat, 105 libras (48 kg).